# Personaggi di Air Gear
Qui di seguito è riportata una lista dei personaggi divisi per team che compaiono nella serie manga/anime Air Gear, creata da Oh! Great.

## Kogarasumaru
Il team fondato da Ikki. È composto da Ikki stesso, Akito/Agito, Buccha, Kazu e Onigiri a cui in seguito si aggiungerà anche Emiri. Punta al top del mondo delle AT e sta attualmente partecipando al Glam Scale Tournament. 3 dei suoi membri (Ikki, Kazu e Agito) sono riconosciuti come Re (anche senza le regalia a disposizione) a pieno titolo, mentre altri due membri (Onigiri, che si è autoproclamato tale, e Buccha) sono sulla buona strada per diventarlo in futuro. Il nome del team significa "piccolo corvo", ottenuto unendo i simboli di Ko (piccolo), Garasu (o Karasu, corvo) e Maru (cerchio). È anche il nome di un famoso tipo di Tachi, o katana lunga (la Kogarasu-Maru, appunto).

### Itsuki Minami
Itsuki Minami (南 樹?, Minami Itsuki), conosciuto come Ikki (イッキ?) dai suoi amici, è un ragazzo quattordicenne che frequenta la scuola media Higashi. Abile nella lotta (in particolare il wrestling, di cui ha coltivato la passione sotto il tetto delle Noyamano) è spavaldo, coraggioso, arrogante, ma in fondo buono e altruista. In molti momenti, la sua mancanza di serietà ha però causato diversi problemi al team. Orfano, abita assieme alle sorelle Noyamano fin da piccolo e viene introdotto da loro al mondo delle Air Treck.
Fonda il team Kogarasumaru con cui punta alla cima della torre del Tropaion. Ikki è in grado di vedere la "Wing Road" (la "strada del vento" che seguono i "rider", o utilizzatori di AT), e questo fa di lui il possibile nuovo Wind King e tra i candidati del Sky King; possiede inoltre l'Hawk Eye e il Trick Pass (abilità che gli permettono di visualizzare il percorso delle battle e di carpirne i segreti all'istante), due tratti considerati fondamentali per il Re del Cielo. Dopo un allenamento con Sora Takeuchi diventa in grado di afferrare e utilizzare il vento con le mani, aumentando di molto le sue abilità combattive. Dopo aver ottenuto le regalia e combattuto contro Ringo viene ufficialmente riconosciuto come il nuovo Re del Vento. Il suo Link Tuner era Kururu Sumeragi, il nuovo re del legame. Dopo il tradimento di Sora Takeuchi, che prende il suo posto a capo di Genesis e come Re del Cielo, decide di iscriversi col suo team al Glam Scale Tournament dove riesce a sconfiggere la vecchia Sleeping Forest nell'arena virtuale. Successivamente sconfigge anche un gruppo di riders chiamati Sleipnir, in realtà dei Brain Charger, incontrando a suo insaputa il dottor. Minami. Attualmente si è recato col suo team su una portaerei per salvare Rika dalle mani di Sora Takeuchi. Il suo attuale titolo è quello di Re della Tempesta. Alla fine dello scontro sulla portaerei deve decidere chi diventerà il suo vero Link Tuner e con cui dovrà fare il tuning, la scelta cade inaspettatamente su Ringo la persona che conosce veramente quello che il ragazzo porta nel cuore e colei di cui è innamorato. Successivamente si viene a scoprire che Ikki aveva deciso di installare le Regalia della Tempesta non nelle sue AT ma bensì in quelle di Ringo così da prendere alla sprovvista Sora ed avere la possibilità di vincere lo scontro avendo in progetto di usare la sua mossa che blocca ogni tipo di vento e quindi per lui sarebbero state comunque inutili. È doppiato da Kenta Kamakari e da Haruhi Terada (da bambino).

### Kazuma Mikura
Kazuma Mikura (美鞍 数馬?, Mikura Kazuma), conosciuto come Kazu dai suoi amici, è un amico di infanzia di Ikki.
Influenzato da Ikki inizia a correre con le AT ed entra a far parte dei Kogarasumaru. È una persona poco sicura di sé (nel team è soprannominato "uomo ombra"), e questo lo porta sempre a sottovalutarsi e a lasciare le sfide ad altri membri, dato che è sempre rimasto nell'immensa ombra di Ikki fin da piccolo. Sulle AT si dimostra il rider più veloce del team, guadagnandosi il soprannome di "Stealth". In seguito mostrerà di seguire la Flame Road, cosa che porterà Spitfire a nominarlo suo successore. Poco prima della sua morte Kazu eredita le Regalia delle Fiamme, che verranno successivamente rubate da Aeon Clock, gettandolo nello sconforto. Dopo un certo allenamento diventerà in grado, oltre di generare fiamme come Spitfire, di manipolare il tempo come Aeon (dato che la strada del "tempo" è una emanazione di quella delle "fiamme"). Come Ikki e Agito, è uno dei tre nuovi Re "riconosciuti" nonostante non facciano parte né di Genesis, né della Sleeping Forest. È doppiato da Kenn.

### Onigiri
Onigiri (オニギリ?) è uno degli amici d'infanzia di Ikki che entrano nel team Kogarasumaru. È un gran pervertito e il suo stile di corsa è particolare, in quanto corre a testa in giù su una singola AT allacciata alla testa. A suo dire è un seguace della "Smell Road" o "strada della puzza" (in seguito rinominata "strada del nirvana"), in cui utilizzando l'odore emanato dai suoi fluidi corporei riesce a generare potenti illusioni. Anche se di fatto è il più debole del gruppo (è l'unico ad avere un Battle Level di solo due cifre), quando si trova a combattere contro una donna riesce ad aumentare enormemente il suo livello di combattimento arrivando ai livelli di un Re. Si è autonominato Re, pur non essendo riconosciuto come tale. I suoi poteri da maiale sono elevatissimi e gli permettono di effettuare tecniche incredibili (fra cui fingere che i propri avversari siano donne per aumentare il proprio livello di combattimento, vedere attraverso i muri dei bagni femminili oppure manipolare le altre persone con l'odore). Si scopre durante lo scontro con Nike che in realtà i suoi poteri derivano dall'azoto emesso dal suo corpo, che causa allucinazioni nel cervello dell'avversario. È doppiato da Masami Kikuchi.

### Issa Mihotoke
Issa Mihotoke (御仏 一茶?, Mihotoke Issa), conosciuto come Buccha (仏茶(ブッチャ)?) o Fat Buccha da amici e compagni, è un ragazzo dalla stazza enorme. Prima di entrare a parte dei Kogarasumaru era il leader dei Re della Notte, team che controllava nelle ombre la scuola Higashi. prima di venire sconfitto da Ikki. Nonostante appaia estremamente sovrappeso (mangia quintali di cibo ogni giorno) in realtà la sua percentuale di grasso corporeo è solo del 10%. La sua mole è in verità dovuta a grandi quantità di sangue che si riversano nell'addome per digerire tutto il cibo che mangia. Buccha ha inoltre l'abilità di manipolare il suo flusso sanguigno e dirigerlo nei muscoli (abilità nota come Pump Up), che gli permette per breve tempo di mostrare un corpo snello e atletico e una potenza sovrumana. Utilizza delle AT massicce a 4 ruote e viene spesso raffigurato come un Panzer. Durante l'allenamento al tempio dove abita con il padre, sviluppa un'invidiabile capacità di concentrazione e raggiunge la pace dei sensi risvegliando la modalità "Satori" che gli permette di modificare a piacere la stazza di parti del suo corpo e ottenere power up di diverso tipo. Rinominato "Re del Massiccio Montuoso", anche se non è riconosciuto come tale, ma è sulla buona strada per diventarlo ufficialmente. È doppiato da Hitoshi Bifu.

### Akito/Agito Wanijima
Akito Wanijima (鰐島 亜紀人?, Wanijima Akito) e Agito Wanijima (鰐島 咢?, Wanijima Agito) sono due personalità che assieme formano il Re delle Zanne. Faceva in origine parte della squadra dei G-Men del Vento, usato come strumento dal fratello maggiore Kaito; liberato da Ikki entrerà a far parte dei Kogarasumaru. Per cambiare personalità, è sufficiente spostare una benda bianca che Akito porta su un occhio. Akito, dolce e gentile, era in origine il vero Re delle Zanne, allenatosi sotto suo fratello. Accortosi di cos'era diventato nelle mani di Kaito non riuscì più a pattinare e fu in quel momento che al suo interno nacque la personalità di Agito, violenta e sanguinaria, nata col solo scopo di proteggere Akito e pattinare al suo posto. Equipaggiato con le Regalia è in grado di rilasciare "zanne" sfruttando l'accelerazione e frenata istantanea delle AT. Mentre Akito è solito parlare per proverbi, Agito pronuncia molto spesso la parola Fuck. La sua vera identità viene rivelata solo nel capitolo 300 del manga. Infatti anche se viene detto all'inizio che lui sia il fratello di Kaito ne è in realtà il figlio nato dalla relazione del padre con Gazelle prima che la ragazza morisse. Sono entrambi doppiati da Kokoro Kikuchi.

### Emiri Adachi
Emiri Adachi (安達 絵美理?, Adachi Emiri) appartiene al club di atletica. Insieme alle altre membri del team è costretta dal team di Buccha a perseguitare Ikki. Dopo lo scioglimento dei Re della Notte diventerà una sostenitrice dei Kogarasumaru. È innamorata di Kazu e cerca in tutti i modi di aiutarlo. Entrerà successivamente nel team come rider di supporto. Nonostante l'inesperienza dimostrerà una forza sovrumana e un'agilità non comuni per una ragazza normale. Per un certo periodo la sua mente verrà scambiata con quella del presidente Omaha (una parodia del presidente Obama), e i due si scambieranno i corpi per un po'. Alla fine della serie (tornata nel proprio corpo), durante un concerto si dichiarerà a Kazu e gli chiederà di uscire ottenendo un "sì" come risposta. È doppiata da Shouko Ishii.

### Yayoi Nakayama
Yayoi Nakayama (中山弥生?, Nakayama Yayoi) appartiene anche lei al club di atletica. Come l'amica Emiri anche lei inizialmente perseguitava Ikki ed entrerà in seguito come sostenitore nei Kogarasumaru. Dimostrerà in un'occasione un potenziale come Link Tuner, riuscendo a dire l'ora esatta al secondo senza guardare l'orologio, un'abilità in comune con i membri del Tool Toul To. Sembra provare una particolare attrazione per Agito, infatti cerca in alcune occasioni di farsi notare da lui. Diventerà successivamente la sua link tuner durante lo scontro tra i Kogarasumaru e la vecchia Sleeping Forest. È doppiata da Rieko Yoshimoto.

## Sleeping Forest
L'odierna Sleeping Forest (眠りの森?, Nemuri no Mori) è capitanata da Ringo, la Regina della Spine. L'obiettivo della Sleeping Forest è proteggere la torre del Trophaeum ed impedire l'accesso alla Sky Regalia.

### Ringo Noyamano
Ringo Noyamano (野山野林檎?, Noyamano Ringo) è la terzogenita delle sorelle Noyamano ed è il leader della Sleeping Forest e attuale Regina delle Spine, titolo ereditato dalla sorella Rika. È una Gravity Child di seconda generazione ed è l'unica a non essere influenzata dall'enorme pressione nella torre del Trophaeum grazie alla Sonia Road; questo fa di lei il guardiano perfetto della torre, risultando ancora imbattuta. È innamorata di Ikki, ma riesce a rivelargli i suoi sentimenti solo prima dello scontro tra la Sleeping Forest e Genesis. È stato proprio grazie a lei che Ikki si è affacciato al mondo delle AT ed è diventato uno storm rider. Interviene spesso in aiuto dei Kogarasumaru sotto le mentite spoglie di Croissant Kamen. Quando Ikki deve decidere quale sarà il suo Link Tuner la scelta cade inaspettatamente su di lei, l'unica persona che conosce veramente il cuore del corvo. Successivamente si viene a scoprire che i due aveva fatto un Link Tuning incrociato, cioè Ringo era diventata la Link Tuner di Ikki e Ikki quello di Ringo. Ikki inoltre aveva deciso di installare le Regalia della Tempesta nelle AT di Ringo e non nelle sue per avere un asso nella manica nello scontro con Sora. È doppiata da Mariya Ise.

### Mikan Noyamano
Mikan Noyamano (野山野 蜜柑?, Noyamano Mikan) è la secondogenita delle sorelle Noyamano. È il classico maschiaccio ed è un'esperta di wrestling che utilizza spesso per punire Ikki. Appartiene alla Sleeping forest ed è anche lei una Gravity Child. È spesso rappresentata come un gorilla. Attualmente Regina della Gale Road (una delle nuove tre strade presenti solo nella Sleeping Forest), soprannominata anche "Dio del Vento". È doppiata da Seika Hosokawa.

### Shiraume Noyamano
Shiraume Noyamano (野山野白梅?, Noyamano Shiraume), conosciuta come Ume in famiglia, è la sorella più giovane. Il suo hobby è cucire bambole di pezza a forma di gorgone, e ne porta sempre una con sé. È considerata il membro più debole della Sleeping Forest, ma essendo una Gravity Child è in grado di combattere estremamente bene all'interno del Tropaion. Ha abilità impressionanti nel campo tecnologico (abilità simile a quelle di Kururu) nonché abilità correlate a quelle dei Tool Toul Too, da cui si ipotizza la sua strada e il suo titolo di Re siano correlate al Legame (ma non è mai stato rivelato nel manga). È doppiata da Yukiko Hanioka.

### Gabishi
Gabishi ( 蛾媚刺?) è l'attuale Horn King e seguace della Horn Road, una delle tre nuove strade presenti unicamente nella Sleeping Forest. Ha un'insana ossessione nel rimuovere la pelle dalle facce delle sue vittime usando le sue AT Hatch-Venom. Le sue Regalia gli permettono di rilasciare in un proiettile d'aria il calore derivante dalla frenata improvvisa delle sue ruote, in una maniera molto simile alle zanne di Agito.

### Orm
Orm ( 王蟲?, Ōmu) è l'attuale Water Queen e seguace della Lether Road, una delle tre nuove strade presenti unicamente nella Sleeping Forest. È in grado di cambiare la densità e le proprietà dell'acqua saturandola con l'aria. Utilizzando le ruote posteriori delle sue AT è in grado di produrre bolle d'acqua con le quali è in grado di attaccare e difendersi. La struttura delle sue AT le permette di poter attaccare solo all'indietro. Adora i cibi dolci e gli uomini forti. Agisce camuffata con un travestimento che la fa apparire goffa e bassa ma in realtà lo usa per depistare i suoi avversari. Tramite il riverbero dell'acqua è in grado anche di ascoltare le conversazioni altrui.

### Nina
Nina è la Regina del Rombo della Sleeping Forest e una degli originali Gravity Children che hanno aiutato Kilik ad eliminare la prima Sleeping Forest. All'inizio appare come un enorme guerriero con vestiti molto aderenti e un casco simile ad un elmo, ma in seguito si scopre che il suo vero aspetto è quello di una ragazzina dai capelli corti all'interno di una AT Suit. La Suit stessa contiene le pararegalia del Rombo che Nina usa per nascondere o difendere i suoi alleati annullando gli attacchi avversari.

### Onibasu
Onibasu è il Re del Tuono della Sleeping Forest e uno degli originali Gravity Children che hanno aiutato Kilik ad eliminare la prima Sleeping Forest. La sua pararegalia, similarmente alla Spider Net di Nue, utilizza delle bande magnetiche con la scritta "Shot&Shot" con cui è in grado, tramite una tecnica nota come "Entangle", di creare illusioni estremamente realistiche ed estese.

## Original Sleeping Forest

### Sora Takeuchi
Sora Takeuchi  (武内 空?, Takeuchi Sora) è il fondatore della Sleeping Forest e l'originale Re del Vento. Appare come un tipo spensierato, allegro e carismatico, nonché gran pervertito, ma nasconde in realtà un'indole fredda e manipolatrice; intenzionato a mettere le mani sulle regalia del cielo, metterà in giro a questo scopo le dicerie sulla torre e fonderà il team. Sarà tradito da Kilik quando verranno scoperte le sue vere intenzioni e nella battaglia che ne seguirà perderà le Regalia del Vento e l'uso delle gambe. Resterà su una sedia a rotelle per sei anni aspettando una nuova occasione per far ripartire i suoi piani. Sora inizierà poi ad addestrare Ikki per renderlo il nuovo Re del Vento; nonostante all'inizio sembri interessato alla sua crescita si svelerà come il suo unico obiettivo fosse rientrare in possesso delle Regalia del Vento. E dimostrerà anche di aver riacquistato l'uso delle gambe usando delle speciali protesi. In passato e nel presente ha una relazione con Rika che è incinta di suo figlio. È doppiato da Mitsuru Miyamoto.

### Rika Noyamano
Rika Noyamano  (野山野 梨花?, Noyamano Rika) è la primogenita delle sorelle Noyamano e sostiene tutta la famiglia lavorando come Destler Bartlett, una wrestler professionista. Era la precedente Regina delle Spine della Sleeping Forest; dopo il tradimento di Kilik smise di usare le AT e cedette titolo e regalia alla sorella Ringo. Inizialmente si oppone all'uso delle AT da parte di Ikki, temendo possa soffrire ferite irreparabili come quelle di Sora. Per sua sfortuna è il bersaglio preferito dei comportamenti libidinosi di Onigiri. Dopo aver parlato e aver riconosciuto il suo talento, gli darà il suo consenso e continuerà a supportarlo. Si comporta come una sorella maggiore modello, sostituendo la madre come padrona di casa. È incinta del figlio di Sora Takeuchi. Le sue misure sono: seno 92 cm, vita 61 cm, fianchi 88 cm. Fatto curioso, il suo aspetto cambia nei 3 OAD rispetto agli episodi della serie TV; i capelli in origine marrone chiaro-rossastri diventano castano scuro, gli occhi giallo-verdastri cambiano in grigio scuro e scompare il neo vicino all'occhio sinistro. È doppiata da Naoko Matsui.

### Falco
Falco è l'originale Re delle Zanne e un Gravity Child. È capace di rilasciare numerose zanne simultaneamente senza ferirsi. Era originariamente un uomo biondo e magro, ma smise con le AT dopo la distruzione della Sleeping Forest e diventò un debole vecchio amante di visual novel e alcolizzato. Falco detiene l'Eternal Seed del Glam Scale Tournament, che gli permette di avere sempre un posto riservato nel torneo con il suo team Inorganic Net, che altri non è se non la copia digitalizzata della vecchia Sleeping Forest.

### Dauntles
Dauntles è l'originale Re del Rombo, con la differenza che le sue Regalia sono posizionate sui suoi avambracci invece che sulle AT come Yoshitsune. È considerato il membro più debole in termini di attacco dai suoi compagni. In passato probabilmente era un famoso rapper, caratteristica che si ripercuote anche nelle sue battaglie.

### Black Burn
Black Burn è l'originale Re del Tuono le cui Regalia usano fulmini artificiali come forza distruttiva così come un sistema di cavi simile a quelle del suo successore, suo figlio Nue.

### Spitfire
Spitfire (スピット・ファイア?, Supitto Faia) è l'attuale Re delle Fiamme. La sua velocità gli permette di creare l'illusione delle fiamme grazie al calore causato dalla frizione delle sue ruote sul suolo, ed può dare l'illusione di fermare il tempo. È al comando di tre team e nella vita di tutti i giorni è un parrucchiere molto affermato. Dopo aver parlato con Simca inizierà a seguire i Kogarasumaru. Si interesserà maggiormente a Kazu, che proclamerà successivamente il nuovo Re delle Fiamme. Si scontrerà insieme a Sano contro i fratelli Trakeuchi, ma verranno sconfitti e perderà la vita. Lascerà in eredità a Kazu le Regalia delle Fiamme e un video contenente la verità su Genesis, insieme ad un programma di allenamento per i Kogarasumaru. È doppiato da Kenjirō Tsuda.

### Kilik
Kilik (キリク?, Kiriku) è il precedente Re della Pietra della prima Sleeping Forest. Gemello di Simca, era il più dotato dei primi Gravity Children. Scoperte le vere intenzioni di Sora si ribellerà contro di lui insieme ad altri. Nella battaglia che ne seguirà sconfiggerà Sora, prendendogli le Regalia del Vento, ma perderà in seguito le sue contro Nike. Giudica le persone con un sistema di valutazione numerico a 100 punti. È il vero leader della Sleeping Forest.

### Ine Makigami
Ine Makigami (巻貝イネ?, Makigami Ine) è l'originale Re del Legame dei Tool Toul To e della prima Sleeping Forest. È esperta di medicina e gestisce un proprio ospedale. Nonostante nessuno dei Gravity Children necessiti di un tuner, Spitfire manteneva una stretta relazione con lei. Deciderà di rompere le regole di neutralità e aiuterà i Kogarasumaru a migliorare. Passerà il suo titolo a Kururu Sumeragi.

## Behemoth
Behemoth (ベヒーモス?, Behīmosu) è un team gigantesco, con al suo interno più di 100 riders e svariati team affiliati. Sono capitanati da Akira Udo, affiancato dai quattro membri più forti, conosciuti come le "quattro bestie sacre" (四聖獣?, Shi Sei Jyū). Sfruttano la regola delle tre vittorie delle Parts War per rimanere fissi in classe D. Fu Simca a chiedere ad Akira di formare Behemoth per poter raggruppare e proteggere i team più deboli. Dopo la sconfitta contro i Kogarasumaru vengono sciolti ed Akira rientrerà a far parte della squadra dei G-men del (Vento).

### Akira Udō
Akira Udō (宇童 アキラ?, Udō Akira) è il leader del team, che fondò dopo aver lasciato i G-Men e aver vinto le Regalia delle Zanne in una battaglia contro Agito. È un esperto della Bloody Road ed è stato in grado di lanciare due zanne in contemporanea, superando il Leviathan Fang di Akito. Viene sconfitto da Agito e Ikki, cederà le Regalia e rientrerà nei G-Men. È doppiato da Kenji Nojima.

### Mitsuru Bando
Mitsuru Bandō (坂東 ミツル?, Bandō Mitsuru), spesso soprannominato Cyclops Hammer, apparentemente sembra un tipo inoffensivo, magro e vestito in modo elegante, ma in realtà è uno specialista del combattimento ravvicinato e usa come arma principale la forza distruttiva dei suoi pugni. Quando è unita alla velocità delle sue AT la sua potenza aumenta vertiginosamente. Durante la battaglia contro i Kogarasumaru combatterà contro Ikki e verrà infine sconfitto. Dopo lo scioglimento dei Behemoth cercherà di fondare il suo team personale. È doppiato da Hiro Yūki.

### Fuumei Goshogawara
Fūmei Goshogawara (五所瓦風明?, Goshogawara Fūmei), conosciuto come Hecatoncheir Bomb, utilizza i suoi arti lunghi per attaccare. È in grado di dislocare le sue braccia per attaccare gli avversari da grandi distanze e per strangolarli. È spesso caratterizzato come una vespa scavatrice. È doppiato da Yasuyuki Kase.

### Ryo Mimasaka
Ryō Mimasaka (美作 涼?, Mimasaka Ryō), conosciuta come Gorgon Shell (石化の盾?, lett. "Scudo Pietrificante"), utilizza i tatuaggi "Oshiroibori" (白粉彫り?), praticamente invisibili ad occhio nudo, per ipnotizzare l'avversario, rallentandogli il metabolismo e infine paralizzandolo. Verrà sconfitta da Onigiri, il cui metodo di corsa a testa in giù renderà controproducente la sua tecnica, invertendone l'effetto. È molto vicina a Sano Yasuyoshi, conoscendolo fin da piccolo e lavorando sotto di lui. Si sacrificherà per salvare Sano da Nike. Successivamente si scopre che era ancora in vita sulla portaerei e viene usata per tenere sotto controllo Sano, viene infine liberata da Simca. È doppiata da Miki Itō.

## Genesis
Genesis (創世神?) è un enorme team sotto il comando di Simca. Consiste in una mega-alleanza di team, uniti sotto un'unica bandiera. È presentato originariamente da Simca come uno strumento per conquistare la torre del Trophaeum, in seguito verrà mostrato come sia stata una creazione di Nike per ottenere la Sky Regalia assieme al fratello Sora. Simca cercò di intervenire facendo diventare Ikki il nuovo Re del Vento e donandogli il comando di Genesis, ma i due fratelli riuscirono ad impedirlo. Il quartier generale di Genesis (chiamato "Big Bird") è un campo da football abbandonato, con il tetto che ricorda delle ali.

### Simca
Simca (シムカ?, Shimuka), conosciuta anche come la Rondine Migratoria, è il leader del team. È la sorella gemella di Kilik e una Gravity Child di prima generazione. Faceva un tempo parte dei Tool Toul To fino al crollo della prima Sleeping Forest, dove cominciò a lavorare sotto Nike. Inizia a mostrare molto interessa in Ikki, che crede sia destinato a diventare il leggendario Sky King. Dopo la vittoria sui Behemoth abbandonerà la sua indole spensierata, tagliandosi i capelli e concentrandosi nel potenziare Ikki. Sarà attaccata dalla Sleeping Forest e costretta da Ringo Noyamano temporaneamente su una sedia a rotelle. Il gesto di Ringo successivamente si scopre essere stato dettato dal suo desiderio di tenere lontano dal campo di battaglia la ragazza. È innamorata di ikki e molto spesso la si vede combattere con Ringo. È doppiata da Rie Tanaka.

### Nue
Nue (鵺?) è l'attuale Re del Fulmine e un Gravity Child di seconda generazione. Comanda "Black Crow", un team composto da altri Gravity Children come lui. La sua Regalia gli copre tutto il corpo ed è in grado di manipolare l'elettricità e il magnetismo, permettendogli di creare allucinazioni e potenti attacchi elettrici attraverso numerosi cavi. Nonostante aiuti e rispetti i Kogarasumaru rimarrà con Genesis perché Sora ha promesso di cambiare il mondo per permettere a tutti i Gravity Children di vivere una vita normale. È doppiato da Miyu Irino.

### Yasuyoshi Sano
Yasuyoshi Sano (左 安良?, Sano Yasuyoshi), conosciuto come Aeon Clock (時の支配者?, lett. "Manipolatore del Tempo"), è un rider estremamente intelligente in grado di creare l'illusione della manipolazione del tempo attraverso la Flame Road. Originariamente faceva parte del team di Spitfire e seguiva la sua stessa strada. Decise di lasciare il team e unirsi ai Behemoth, di cui diventò una delle 4 bestie sacre. Dopo la sconfitta del team si unisce a Genesis, lavorando come consigliere di Simca e dei Kogarasumaru. La sua presunta omosessualità viene spesso usata come gag ricorrente. Verrà in aiuto a Spitfire nella battaglia contro i fratelli Takeuchi, venendo comunque sconfitto e ucciso assieme a Spitifire. Verrà in seguito mostrato ancora vivo, sotto forma di cyborg, lavorare sotto Genesis e rubare le Regalia delle Fiamme da Kazu. Muore definitivamente nello scontro sulla portaerei con Nike ma grazie a lui i veri poteri di Kazu si liberano. È doppiato da Hiroaki Hirata.

### Yoshitsune
Yoshitsune (ヨシツネ?) è l'attuale Re del Rombo e il leader di Trident, il sindacato dei riders del Kansai. Brillante stratega, dopo che Ikki completa il devil's thirty-three (oni sanjusangendo) diventa l'allenatore personale dei Kogarasumaru. Dopo l'avvento dei fratelli Takeuchi deciderà di restare comunque con Genesis per assicurare il maggior beneficio al suo team. Si scopre poi che il suo scopo è diventare il nuovo capo di Genesis, e per fare ciò intende restare in disparte durante lo svolgimento del torneo, per poi attaccare Sora, che anche da vincitore uscirebbe sicuramente indebolito dalla lotta contro due team fortissimi come la Sleeping e i Kogarasamaru, e prenderne il posto. Ma Sora conosce già i piani di Yoshitsune e manda Gawain e Percival a sterminare Trident e recuperare le Regalia del Rombo, dimostrandosi pronto a mettere a ferro e fuoco Osaka. Nello scontro Yoshitsune ferma l'attacco di Genesis ad Osaka eliminando Gawain, Percival e il suo mecha. Alla fine del 25° volume, stremato e in fin di vita Nike gli dà il colpo di grazia. È doppiato da Mitsuaki Madono.

### Benkei
Benkei (ベンケイ?) è la bella ed esperta seconda in comando di Yoshitsune. È spesso paragonata ad una pantera sia nel suo stile di lotta sia nel suo comportamento. Diventa l'allenatore dei Kogarasumaru e un membro di riserva durante il periodo di assenza di Ikki. Durante il secondo match contro gli Animal House combatterà contro la Water Queen Orm, riuscendo infine a batterla con l'aiuto di Kazu. Con l'avvento dei fratelli Takeuchi, combatterà insieme a Yoshitune per difendere Trident da Genesis. Dopo la battaglia tra Trident e Genesis, si presenterà ai Kogarasumaru per consegnare loro le regalia del Rombo. Poi la donna, che ha perso una gamba, racconta cosa è successo: Genesis aveva mandato ad Osaka due assassini, Percival e Gavin, insieme ad un esercito di robot da combattimento. All'inizio Yoshitune e Benkei sembrano capaci di fronteggiare i nemici, ma poi appare un robot immenso, comandato da Percival e con un cannone al posto del braccio sinistro, che con un colpo solo distrugge un intero quartiere della città. E blocca Benkei afferrandola per una gamba. A quel punto Yoshitune interviene, e usando al massimo il potere delle regalia del rombo, riesce ad abbattere il gigantesco robot e anche i due assassini di Genesis. Appare allora Nike, pronto a dare il colpo di grazia, quando si accorge che Yoshitune non indossa più le regalia: l'uomo era riuscito a sfilarsele per darle a Benkei, che nel frattempo si era tagliata la gamba per liberarsi, in modo che le consegnasse ai Kogarasumaru. È doppiata da Wakana Yamazaki.

### Nike
Nike (ニケ?) è l'attuale Re della Pietra e il più forte dei quattro re di Genesis. Nike in realtà è solo un alias, in quanto è lui il vero leader di Genesis. E anche il fratello gemello di Sora Takeuchi, con cui condivide anche il nome. È mentalmente instabile, assai crudele, e cova un profondo odio per Kilik, il precedente Re della Pietra. Nike, come suo fratello, ha l'abilità di utilizzare il vento e questa, unita alle Regalia della Pietra sottratte a Kilik, ha dato la nascita alla Jade Road, un'evoluzione della Gaia Road. Sembra anche provare qualcosa per Simca, ma in maniera molto perversa.

### Orca
Orca (オルカ?, Oruka), il cui vero nome è Vercingetorix, è un nuovo membro di Genesis. Capace di usare le AT sott'acqua, utilizza la tecnica Exploding Fang che sembra una fusione tra le zanne di Agito e Bubblegum Crisis di Orm. Si sente solo nella sua strada e cerca sempre qualcuno più forte capace di sconfiggerlo. Si scontrerà con Agito e l'altra sua personalità Lind, e verrà alla fine sconfitto. Li ringrazierà e verrà più tardi prelevato da Genesis. Dopo la sconfitta che subisce sulla portaerei da parte di Buccha decide di passare dalla parte dei Kogarasumaru perché si è molto affezionato a colui che l'aveva battuto.

### Caesar
Caesar (カエサル?) è un nuovo membro di Genesis che utilizza la tecnica Legionarius Phalanx, una mossa che usa calci istantanei per inviare potenti raffiche. La userà per trasmettere paura ad Agito, ma verrà successivamente sconfitto da Agito stesso, con il supporto di Akito. Cercherà di vendicarsi utilizzando un esoscheletro armato ma sarà sottomesso da Orca, impaziente di combattere contro Agito.

### Gavin
Detto anche Killer Gavin, è un assassino di Genesis. È un ragazzo vestito di nero, con un look da punk, seguace della Road Gladius, 'La strada della spada'. Le sue AT hanno delle lunghe lame, molto flessibili e taglienti, posizionate dietro le caviglie. Spietato e impassibile, fuma sempre e ha l'abitudine di definire gli altri 'rompicoglioni'.
Viene mandato da Sora, insieme a Percival, a distruggere Trident. Verrà tuttavia sconfitto, morendo schiacciato dal robot guidato da Percival e abbattuto da Yoshitune.

### Percival
Un altro sicario di Genesis. È un ragazzo occidentale, veste in modo semplice ed elegante e porta gli occhiali. Come combattente con le AT non sembra molto pericoloso, però è molto abile (nonché letale) a comandare i robot creati con la tecnologia AT, riuscendo a sterminare tutti i seguaci di Trident. Quando si presenta davanti a Yoshitune con un robot gigantesco, viene però abbattuto insieme a quest'ultimo. È un otaku di anime e manga, quindi capisce benissimo il giapponese e spesso infarcisce i suoi discorsi con citazioni dei cartoni e dei fumetti.

### Salomé
Una ragazzina, nipote di un importante uomo d'affari arabo finanziatore di Genesis, che dopo aver visto in azione Rika (quando faceva parte della prima Sleeping Forest) desidera a tutti i costi diventare la Regina delle Spine di Genesis. Gira accompagnata da un anziano servitore. Nonostante sia molto tenace, Salomé è del tutto priva dell'abilità necessaria per essere una vera storm rider, e, infatti, prima viene battuta molto facilmente da Onigiri (che, addirittura, all'inizio scambia il servitore per il suo avversario, dato il bassissimo livello di forza di Salomé), poi viene sconfitta in un attimo da Nike (che la reputa troppo debole per appartenere a Genesis). Si vedrà nuovamente nell'ultimo capitolo in compagnia di Onigiri.

## Tool Toul To
Tool Toul To (道具屋(トゥール・トゥール・トゥ)?, Tūru Tūru Tu) è un team creato per assistere i Re con le loro Regalia. Sono un gruppo completamente neutrale e assistono ogni re a prescindere dal team di cui fanno parte. Ad ogni re viene assegnato un Link Tuner che si preoccupa di riparare e accordare le Regalia, in modo da adattarlo al corpo del re.

### Kururu Sumeragi
Kururu Sumeragi (皇杞枢?, Sumeragi Kururu) è il leader di Tool Toul To e l'attuale Pledge Queen. Inizialmente è un nuovo membro del team destinata a diventare il tuner di Ikki. Non corre come rider, ma come leader del team è un genio nel riparare, costruire e mantenere AT. Ha ricostruito le perdute Regalia del Vento per Ikki, ma vengono rubate e consegnate a Sora; è determinata da allora a costruire le nuove Regalia della Tempesta per lui. Axis, la Regalia del Legame le permette di utilizzare i corpi degli altri tuners attraverso l'"Infinite Scale" permettendogli di costruire, riparare e accordare le AT velocemente come il Re del Legame. È follemente innamorata di Ikki ed è in rivalità con Simca e Ringo per conquistarlo.

### Ine Makigami
Ine Makigami (巻貝イネ?, Makigami Ine?) è l'originale Re del Legame dei Tool Toul To e della prima Sleeping Forest. È esperta di medicina e gestisce un proprio ospedale. Nonostante nessuno dei Gravity Children necessiti di un tuner, Spitfire manteneva una stretta relazione con lei. Deciderà di rompere le regole di neutralità e aiuterà i Kogarasumaru a migliorare. Passerà il suo titolo a Kururu Sumeragi.

### Rune
Rune è il secondo in comando di Tool Toul To e il membro più anziano, nonostante l'aspetto giovane. Il suo corpo è composto da molte parti robotiche e nasconde al suo interno armi e attrezzi. Nonostante non dimostri mai le proprie emozioni tramite il suo viso, che è sempre apatico e dallo sguardo fisso, è molto emotivo ed in segreto è un gran maiale (dato che è l'unico maschio in un team di ragazze che abitualmente si spogliano e indossano tute trasparenti per le loro mansioni).

### Hako Isawa
Hako è un membro di Tool Toul To che desiderava diventare la tuner di Ikki. Ruba le Regalia del Vento costruite da Kururu sostituendole con le proprie e cercherà di sedurre Ikki per diventare la sua tuner, ma verrà rifiutata. Verrà rapita da Nike insieme a Bagram e diventerà la tuner di Sora.

### Kanon
Kanon (奏音?) è il tuner di Ringo e il cugino di Kururu. Interviene per salvare Sora e Rika dall'attacco di Gabishi. Cova per Ringo intenzioni romantiche, sentimenti che dovrà rifiutare quando tramerà per far scontrare Ikki e Ringo. Tramite una sorta di "regalia" a forma di chitarra, è in grado di scatenare potentissime lame di vento ed è l'unico, a parte Rune, ad avere abilità di combattimento all'interno del team Tool Toul Too.

## Team Minori
- Gli Skull Saders (noti anche come "Teschi Crociati") sono il primo team con cui si scontra Ikki. Prendono controllo della scuola finché non vengono sconfitti dalle sorelle Noyamano. Il loro capo, Magaki, viene battuto da Ikki per poi venire battuto e arrestato in seguito da Agito. Nonostante l'apparenza e la crudeltà, sono un team di bassissimo livello.

- I Rez-Boa-Dogs sono un team in cui tutti i componenti indossano caschi a forma di cane. Si scontreranno con Ikki a causa dell'interferenza di Simca, venendo sconfitti. Il loro leader Inuyama (dotato di una forza sovrumana e di un taglio di capelli ancora più formidabile) è un vecchio amico di Gonzo e dopo la loro sconfitta continuerà a sostenere Ikki. Il nome deriva dal film di Tarantino Reservoir Dogs

- I Sabel Tigers sono un team capitanati da Natsumi Iriya. Prendono controllo dell'area della scuola e si scontrano con gli appena fondati Kogarasumaru. Natsumi cercherà di sfruttare la sua femminilità per sconfiggere Ikki, ma senza alcuni risultato. Dopo la sconfitta si riformeranno sotto il nome di Pink Panther. L'abilità principale del team è pattinare all'indietro.

- I Kintetsu Bulls sono un team di classe A che aspira al professionismo, ma verranno sconfitti interamente da Agito. Il loro capo T-Gonzō, è un vecchio amico di Inuyama, il leader dei Rez Boa Dogs. Indossa sempre dei pesi addosso per allenarsi e gestisce un negozio di vestiti, a cui si dedicherà a tempo pieno dopo lo scioglimento del team, finendo per farsi sfruttare dai Kogarasumaru per quanto riguarda le forniture di abiti e parts.

- Potemkin è un team composto da otto gemelli. Combattono per proteggere dal governo i poveri abitanti di una nave abbandonata, e progettano di fare tanti soldi vendendola. Non desiderano fare altro e cercano di evitare le battle, finché i Kogarasumaru non puntano le Regalia delle Zanne, che gli permetterebbero di guadagnare un sacco di soldi dalla vendita, venendo comunque sconfitti.

- Animal House è un team i cui membri di vestono tutti da gorilla. Sconfiggono i Kogarasumaru durante l'assenza di Ikki, diventando famosi. Durante il secondo incontro Orm si infiltrerà nel team per eliminare i Kogarasumaru, ma verrà sconfitta grazie al prezioso aiuto di Benkei

## Altri Personaggi
- Kaito Wanijima, conosciuto come il "Coccodrillo di Shinjuku", è il fratello maggiore di Akito e il leader dei G-Men del (Vento), una squadra speciale creata specificatamente per cacciare e arrestare team di Storm Riders. Spietato e crudele, vede il fratello unicamente come uno strumento, tenendolo continuamente in gabbia e punendolo spesso con fruste e proiettili di gomma. Dopo il rientro di Akira nei G-Men farà finta di congedare dalla squadra il fratello Akito, puntando invece a farlo infiltrare a sua insaputa nell'organizzazione Genesis. Successivamente si viene a sapere che in realtà Akito è il figlio nato dalla relazione tra Kaito e Gazelle e che è stato riportato in vita dal dottor Minami e cresciuto in vitro dopo la morte della madre[1]. È doppiato da Hikaru Midorikawa.

- Mari Tomita (富田 毬?, Tomita Mari) è un'insegnante della scuola media Higashi, chiamata spesso Ton-chan dai suoi studenti. Ha costantemente paura di essere molestata e violentata dai suoi studenti, ma nonostante questo veste spesso abiti provocanti e si comporta inconsciamente in maniera perversa. Insegna nella classe di Ikki e amici e spesso arriva a spogliarsi pur di far seguire la lezione. È doppiata da Noriko Shitaya.

- Masaya Orihara  (折原 征也?, Orihara Masaya) è il responsabile del secondo anno della scuola media Higashi, e svolge anche il ruolo di preside della scuola, dato che il vero preside è spesso assente in quanto storm rider. Severo, ma in fondo buono, cerca costantemente di disciplinare Ikki e i suoi amici, e incoraggia spesso l'insegnante Tomita ad essere più severa con gli studenti. È anche un esperto di karate, visto che molti suoi studenti sono teppisti.